# ساموئا (کالیفرینا)
ساموئا (به انگلیسی: Samoa) یک منطقهٔ مسکونی در ایالات متحده آمریکا است که در شهرستان هامبولت، کالیفرنیا واقع شده‌است. ساموئا ۲٫۱۶۷ کیلومتر مربع مساحت و ۲۵۸ نفر جمعیت دارد و ۷ متر بالاتر از سطح دریا واقع شده‌است.